# Wyrób miedzianych naczyń w Lahıc
Wyrób miedzianych naczyń w Lahıc – tradycyjna praktyka wytwarzania i użytkowania wyrobów z miedzi kultywowana przez społeczność zamieszkującą miejscowość Lahıc, w rejonie İsmayıllı, w północnym Azerbejdżanie.
W 2015 roku podczas odbywającej się w Windhuku 10. sesji Międzyrządowego Komitetu ds. Ochrony Niematerialnego Dziedzictwa Kulturowego tradycja wpisana została na listę reprezentatywną niematerialnego dziedzictwa kulturowego UNESCO. Nazwa wpisu w języku angielskim to Copper craftsmanship of Lahij, natomiast w języku azerbejdżańskim – Lahıc qəsəbəsinin misgərlik sənəti.

## Charakterystyka

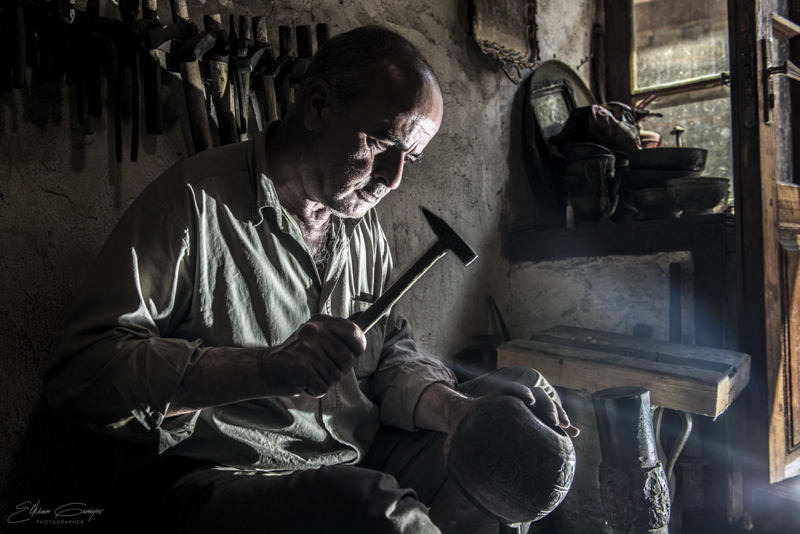
Rzemieślnik podczas pracy (2023)

Miejscowość Lahıc położona jest na lewym brzegu rzeki Girdimançay na południowych stokach Wielkiego Kaukazu, na wysokości 1375 m n.p.m. Pod względem administracyjnym tworzy gminę w rejonie İsmayıllı, w północnym Azerbejdżanie. Jej mieszkańcy posługują się językiem tackim, który spokrewniony jest z językiem perskim.
Proces produkcji naczyń z miedzi koordynuje mistrz kotlarski (azer. misgər) pochodzący z jednej z kilkunastu rodzin, w których wiedza i umiejętności przekazywane są z pokolenia na pokolenie. Ma on swojego pomocnika, najczęściej syna, który podczas pracy uczy się tradycyjnego rzemiosła.
Proces wytwarzania miedzianych naczyń obejmuje w pierwszej kolejności zakup surowca od lokalnych hurtowników. Miedź jest następnie wytapiana, a kowal (azer. balakü) wykuwa z niej cienkie płyty, które są później polerowane i grawerowane. Dekorowanie wyrobów będące końcowym etapem ich produkcji zajmuje najwięcej czasu i wymaga największego wysiłku rzemieślników. Jest też uznawane za szczególnie ważne, gdyż stosowane ornamenty często mają charakter lokalny i odzwierciedlają tradycyjną wiedzę i wartości kulturowe. Każdy mistrz tego fachu ma też swoje unikatowe techniki oraz styl, a wśród grawerunków dominują motywy roślinne (arabeska). Wytwórcy najczęściej sprzedają gotowe naczynia miedziane bezpośrednio w swoich warsztatach (azer. misgərxana).

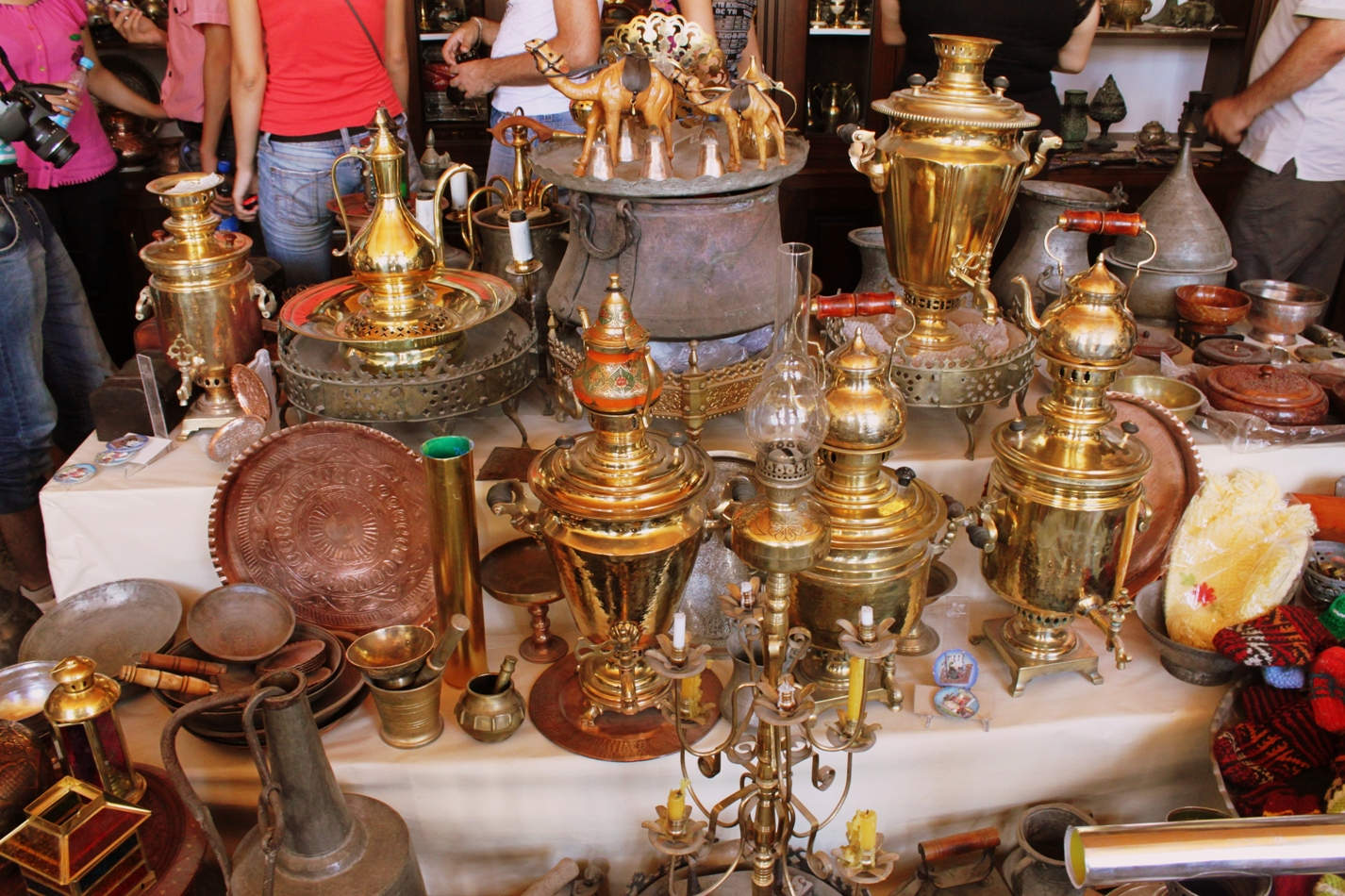
Tradycyjne wyroby z miedzi na targu w Lahıc (2010)

Transmisja tradycji odbywa się głównie z pokolenia na pokolenie w rodzinach. Mistrzowie nauczyli się tego rzemiosła od swoich przodków i przekazują wiedzę swoim synom. Istnieje również zwyczaj obdarowywania wychodzących za mąż córek przez ich rodziców zestawami miedzianych wyrobów ze skomplikowanymi zdobieniami, które mają im zapewnić zdrowe i szczęśliwe życie małżeńskie.
Tradycja wyrobu miedzianych naczyń w Lahıc jest powszechnie znana i szanowana w całym kraju. Wiele azerbejdżańskich rodzin specjalnie przybywa do miejscowości, aby nabyć lokalne naczynia (np. dzbanki, talerze, tace, kubki, garnki, łyżki oraz inne naczynia i przybory kuchenne) i używać ich w codziennym życiu. Wierzą bowiem, że przygotowywane w nich jedzenie będzie znacznie korzystniejsze dla zdrowia. Nawet woda przechowywana w miedzianych naczyniach z Lahıc ma mieć właściwości lecznicze. Dla miejscowych rzemieślników tradycja ta stanowi główne źródło utrzymania, a także jest źródłem dumy oraz wzmacnia poczucie tożsamości i więzy rodzinne.